# John Martin Broomall

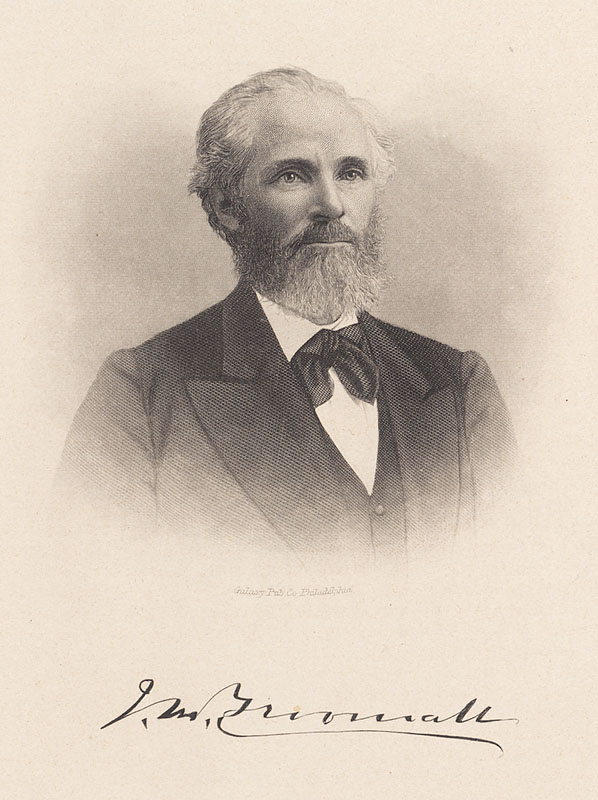
John Martin Broomall

John Martin Broomall (* 19. Januar 1816 in Upper Chichester Township, Delaware County, Pennsylvania; † 3. Juni 1894 in Philadelphia, Pennsylvania) war ein US-amerikanischer Politiker. Zwischen 1863 und 1869 vertrat er den Bundesstaat Pennsylvania (7. Wahlbezirk) im US-Repräsentantenhaus.

## Werdegang
John Broomall besuchte private Schulen und unterrichtete danach selbst für einige Jahre als Lehrer. Nach einem anschließenden Jurastudium und seiner 1840 erfolgten Zulassung als Rechtsanwalt begann er in Chester in diesem Beruf zu arbeiten. Gleichzeitig schlug er eine politische Laufbahn ein. Zwischen 1851 und 1852 saß er als Abgeordneter im Repräsentantenhaus von Pennsylvania; im Jahr 1854 gehörte er dem Steuerausschuss seines Staates an. Broomall wurde Mitglied der 1854 gegründeten Republikanischen Partei. In den Jahren 1854 und 1858 kandidierte er jeweils erfolglos für das US-Repräsentantenhaus. Im Mai 1860 nahm er als Delegierter an der Republican National Convention in Chicago teil, auf der Abraham Lincoln als Präsidentschaftskandidat nominiert wurde. Im selben Jahr verlegte er seinen Wohnsitz und seine Anwaltskanzlei nach Media. Zu Beginn des Bürgerkrieges diente er bis 1863 als Hauptmann im Heer der Union.

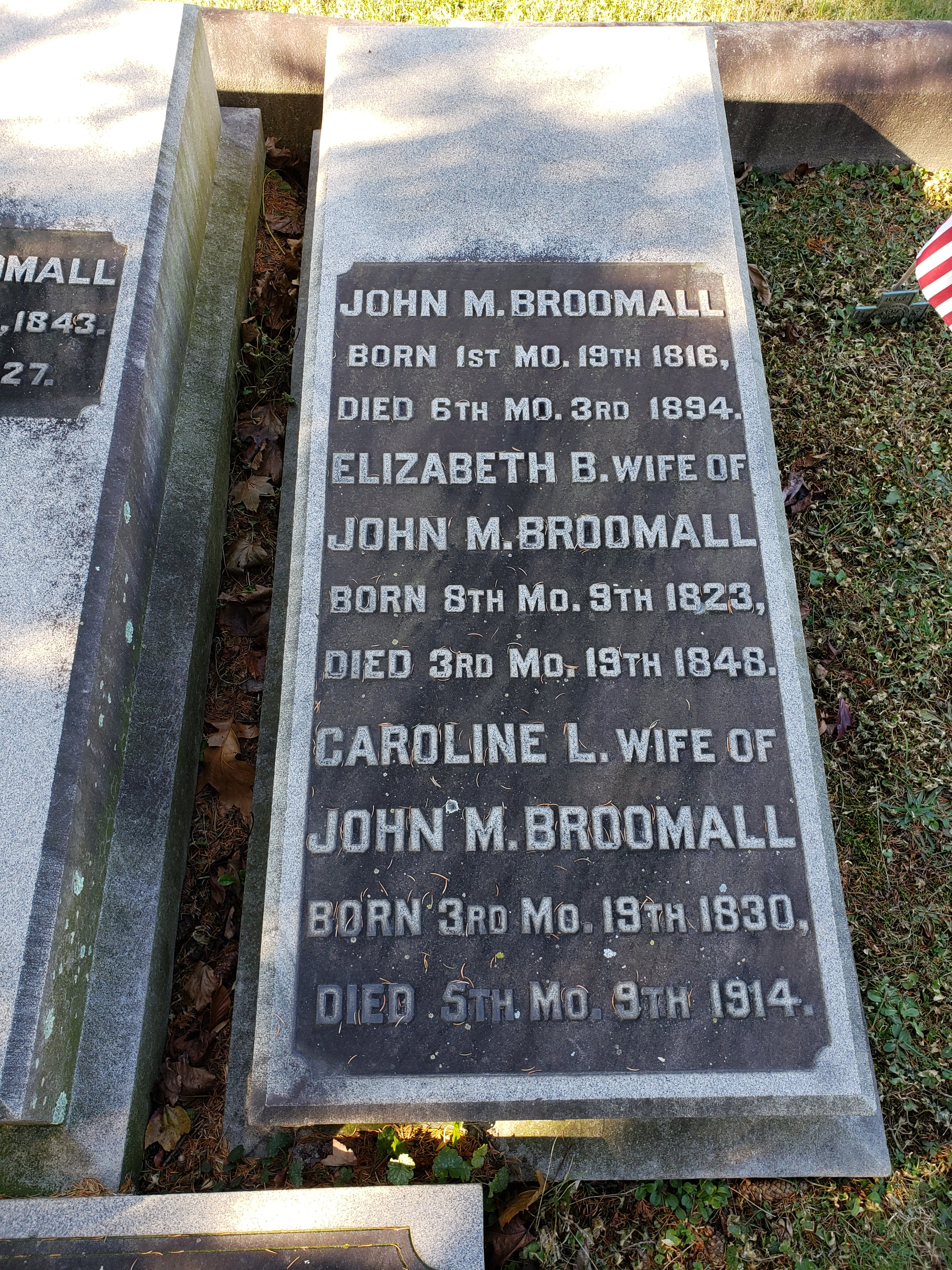
Grab von John M. Broomall

Bei den Kongresswahlen des Jahres 1862 wurde Broomall im siebten Wahlbezirk von Pennsylvania in das US-Repräsentantenhaus in Washington, D.C. gewählt, wo er am 4. März 1863 die Nachfolge des Demokraten John Dodson Stiles antrat. Nach zwei Wiederwahlen konnte er bis zum 3. März 1869 drei Legislaturperioden im Kongress absolvieren. Seit 1867 leitete er das Committee on Accounts. Während seiner Zeit als Kongressabgeordneter endete der Bürgerkrieg. Seit 1865 war die Arbeit des Kongresses von den Spannungen zwischen den Republikanern und Präsident Andrew Johnson belastet, die in einem nur knapp gescheiterten Amtsenthebungsverfahren gipfelten. Im Jahr 1868 verzichtete Broomall auf eine weitere Kandidatur.
Nach dem Ende seiner Zeit im US-Repräsentantenhaus praktizierte er wieder als Anwalt. 1874 war er Delegierter auf einem Verfassungskonvent des Staates Pennsylvania. In den Jahren 1874 und 1875 fungierte er als Richter im Delaware County. John Broomall starb am 3. Juni 1894 in Philadelphia.
Nach ihm wurde die Stadt Broomall in Marple Township benannt, die in seinem Wahlbezirk von 1862 liegt.